# ドゥッチョ・デッリ・インノチェンティ
ドゥッチョ・デッリ・インノチェンティ（Duccio Degli Innocenti, 2003年4月28日 - ）は、イタリア・モンテヴァルキ出身のサッカー選手。エンポリFC所属。ポジションはミッドフィールダー。

## 経歴

### クラブ
2003年4月28日、イタリア・トスカーナ州のモンテヴァルキに生まれ、エンポリFCの下部組織で育った。2020-21シーズンはU-19エンポリの一員として、トンマーゾ・バルダンツィやクリスティアン・アスラニらと共にカンピオナート・プリマヴェーラ1のタイトルを獲得した。2022年8月6日に行われたコッパ・イタリアのS.P.A.L.戦で、延長戦の途中から交代出場しトップチームにデビュー。10月21日に行われた第11節ユヴェントスFCとの試合で、試合終盤から交代でピッチに入りセリエAにも初出場した。
2023年8月9日、セリエBに昇格したカルチョ・レッコ1912に期限付き移籍で加入した。
2024年8月2日、セリエBのスペツィア・カルチョに期限付き移籍で加入した。

### 代表
各ユース世代のイタリア代表歴を持つ。2022年にはU-19イタリア代表としてUEFA U-19欧州選手権2022に参加、翌2023年にはU-20イタリア代表として2023 FIFA U-20ワールドカップに参加し準優勝メンバーの一員となった。

## タイトル
エンポリ
- カンピオナート・プリマヴェーラ1：2020-21